# João Ribeiro (escritor)
João Batista Ribeiro de Andrade Fernandes (Laranjeiras, 24 de junho de 1860 — Rio de Janeiro, 13 de abril de 1934), mais conhecido como João Ribeiro, foi um jornalista, crítico literário, filólogo, historiador, pintor e tradutor brasileiro. Foi um membro da Academia Brasileira de Letras.

## Biografia

### Infância
Órfão de pai muito cedo, foi residir na casa do avô, que era de espírito liberal, admirador de Alexandre Herculano. Depois de ter concluído na cidade natal os primeiros estudos, transferiu-se para o Ateneu de Sergipe, em Aracaju, onde concluiu os estudos secundários. Foi então para a Bahia e matriculou-se no primeiro ano da Faculdade de Medicina de Salvador. Constatando a falta de vocação, abandonou o curso e embarcou para o Rio de Janeiro, para matricular-se na Escola Politécnica. Simultaneamente continuava a estudar arquitetura, pintura e música, os vários ramos da literatura e sobretudo filologia.

### Jornalismo
Desde 1881 dedicou-se ao jornalismo e fez amizade com os grandes jornalistas do momento, como Quintino Bocaiuva, José do Patrocínio e Alcindo Guanabara. Ao chegar ao Rio, trazia os originais de uma coletânea de poesias, os Idílios modernos. Seu amigo e conterrâneo Sílvio Romero leu esses versos e publicou sobre eles um artigo na Revista Brasileira. Mesmo assim, João Ribeiro decidiu não publicá-los. Trabalhou, a princípio, no jornal Época (1887-1888), multiplicando-se por várias seções, sob diversos pseudônimos: Xico-Late, Y., N., Nereu. Em fins de 1888 estava no Correio do Povo, com o seu "Através da Semana", onde assinava com as suas iniciais e também com o pseudônimo "Rhizophoro".

### Magistério
Apaixonado pelos assuntos da filologia e da história, João Ribeiro desde cedo dedicou-se ao magistério. Professor de colégios particulares desde 1881, em 1887 submeteu-se a concurso no Colégio Pedro II, para a cadeira de Língua Portuguesa. Contudo só foi nomeado três anos depois, para a cadeira de História Universal. Foi também professor da Escola Dramática do Distrito Federal, cargo em que ainda estava em exercício quando faleceu. Nesta época, escrevia para A Semana, de Valentim de Magalhães, ao lado de Machado de Assis, Lúcio de Mendonça e Rodrigo Octavio, entre outros. Ali publicou os artigos que irão constituir os seus Estudos filológicos (1902).
A partir de 1895 fez inúmeras viagens à Europa, ora por motivos particulares, ora em missões oficiais. Representou o Brasil no Congresso de Propriedade Literária, reunido em Dresden, bem como na Sociedade de Geografia de Londres. Mantinha-se em contato com seus leitores brasileiros através de colaborações no Jornal do Commercio, no O Dia e no Jornal do Comércio de São Paulo. A última fase de atividade na imprensa foi no Jornal do Brasil, desde 1925 até a morte, onde escreveu crônicas, ensaios e crítica.

## Obras
- Dicionário gramatical (1889)
- História do Brasil (1901)
- Versos (1890)
- Estudos filológicos (1902)

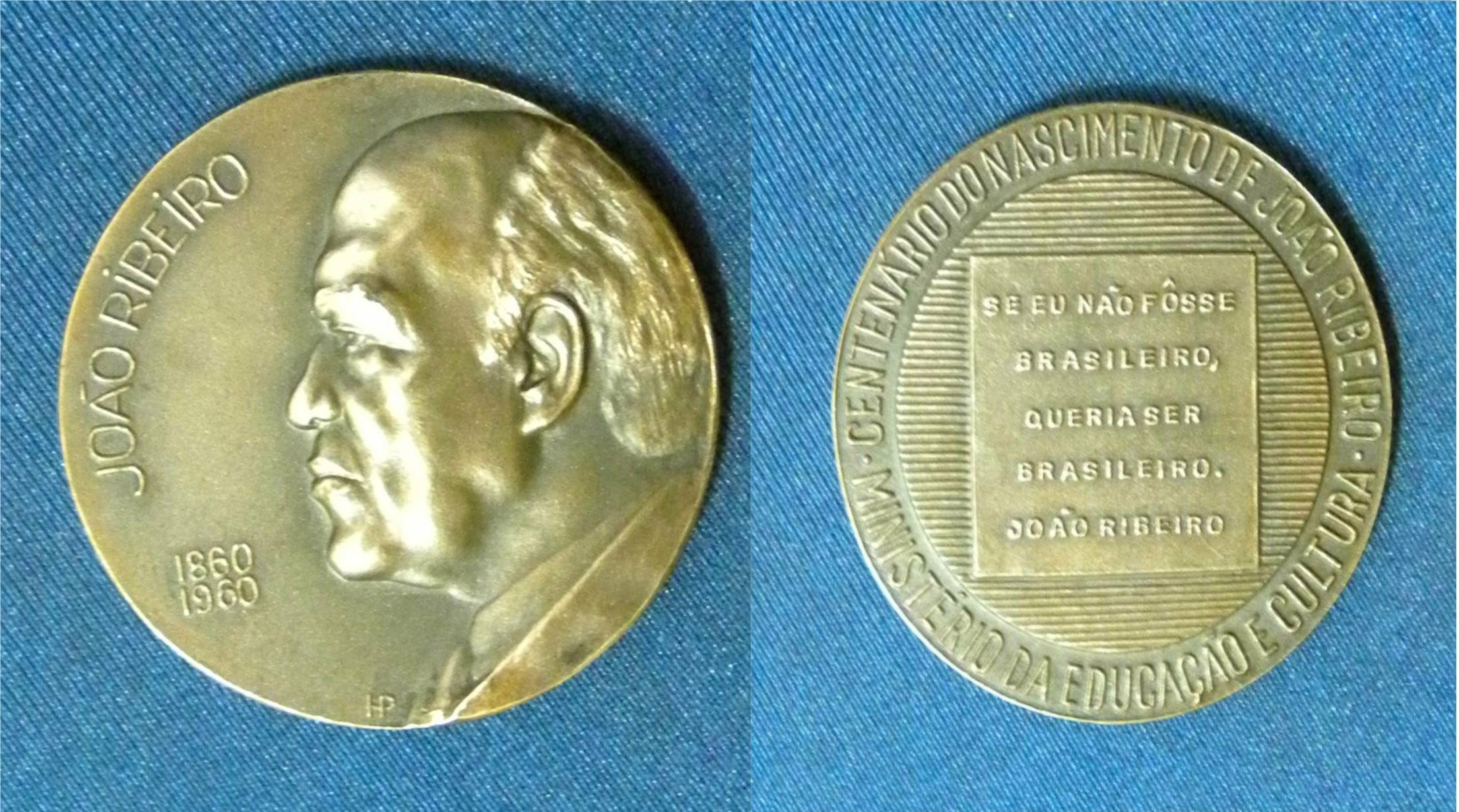
Medalha comemorativa do centenário de nascimento de João Ribeiro - "Se eu não fosse brasileiro, queria ser brasileiro"

- Páginas de estética, ensaios (1905)
- Frases feitas, filologia (1908)
- Compêndio de história da literatura brasileira, história literária (1909)
- O fabordão, filologia (1910)
- Colmeia, ensaios (1923)
- Cartas devolvidas (1926)
- Curiosidades verbais, filologia (1927)
- Floresta de exemplos, contos (1931)
- Goethe (1932)
- A língua nacional, filologia (1933)
- Crítica (org. Múcio Leão)
- Os modernos (1952)
- Clássicos e românticos brasileiros (1952)
- Poetas, Parnasianismo e Simbolismo (1957)
- Autores de ficção (1959)

## Academia Brasileira de Letras
Segundo ocupante da cadeira 31, eleito em 8 de agosto de 1898, na sucessão de Luís Guimarães Júnior e recebido pelo Acadêmico José Veríssimo, em 30 de novembro de 1898.
Em 1897, ao criar-se a Academia, estava ausente do Brasil e por isso não foi incluído no quadro dos fundadores. Em 1898, de volta, ocorreu o falecimento de Luís Guimarães Júnior. A Academia o escolheu para essa primeira vaga.
Foi um dos principais promotores da reforma ortográfica de 1907. Seu nome foi apresentado diversas vezes como o de um possível presidente da instituição, mas ele declinou sistematicamente de aceitar. Em 22 de dezembro de 1927, porém, a Academia o elegeu presidente. João Ribeiro apresentou, imediatamente, sua renúncia ao cargo.